# کلیسای ترینیتی (منهتن)
کلیسای ترینیتی (انگلیسی: Trinity Church) یک کلیسا در منطقه منهتن شهر نیویورک، آمریکا است.
این کلیسا که در تقاطع خیابان‌های وال استریت و خیابان برادوی قرار دارد در سال ۱۶۹۸ پایه‌گذاری شده و ساختمان فعلی آن مابین سال‌های ۱۸۳۹–۱۸۴۶ ساخته شده‌است.

## نگارخانه

۱۸۴۶
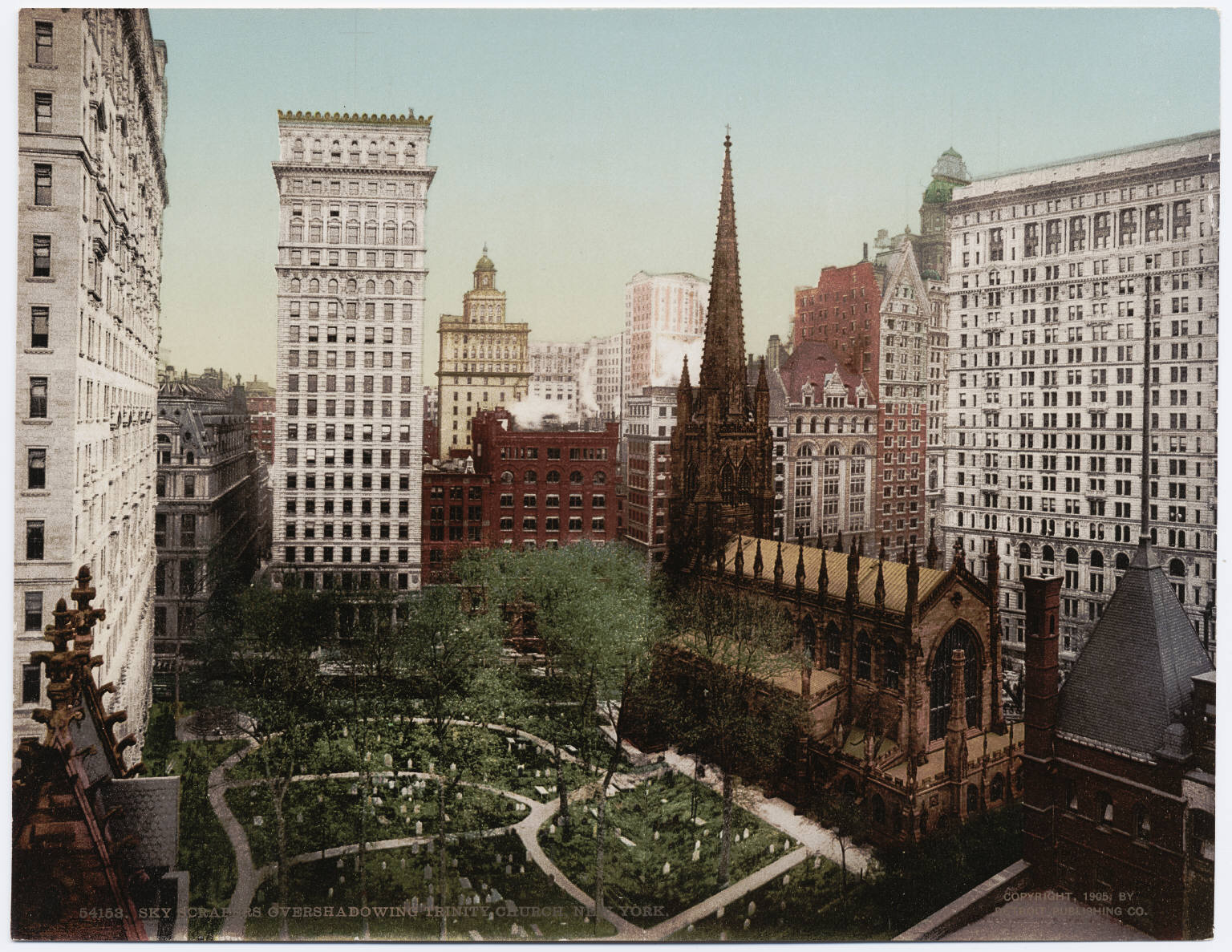
۱۹۰۰
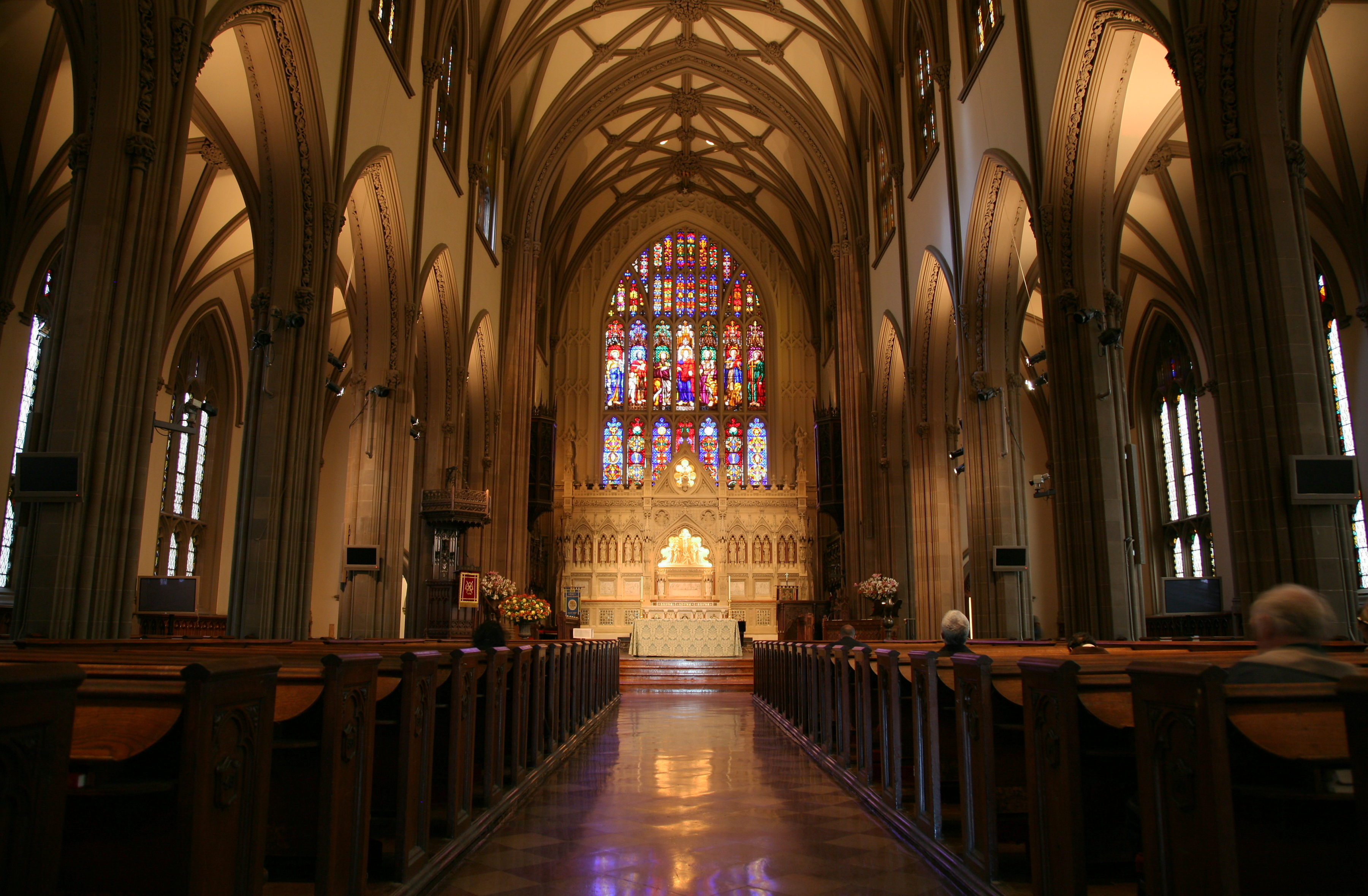